# El Cenizo (condado de Webb, Texas)
El Cenizo es una ciudad ubicada en el condado de Webb en el estado estadounidense de Texas. En el Censo de 2010 tenía una población de 3273 habitantes y una densidad poblacional de 2384,36 personas por km². Casi todos los habitantes son de origen mexicano.
En agosto de 1999, la ciudad declaró a la lengua española como oficial junto al inglés, debido a que gran parte de los habitantes no hablaban inglés. Posteriormente la política local se ha vuelto más favorable al inglés como lengua preferente.

## Geografía
El Cenizo se encuentra ubicada en las coordenadas 27°19′54″N 99°30′5″O / 27.33167, -99.50139. Según la Oficina del Censo de los Estados Unidos, El Cenizo tiene una superficie total de 1.37 km², de la cual 1.33 km² corresponden a tierra firme y 0.04 km² (2.83 %) es agua.

## Demografía
Según el censo de 2010, había 3273 personas residiendo en El Cenizo. La densidad de población era de 2384,36 hab./km². De los 3273 habitantes, El Cenizo estaba compuesto por el 95.33 % blancos, el 0 % eran afroamericanos, el 0.34 % eran amerindios, el 0.03 % eran asiáticos, el 0 % eran isleños del Pacífico, el 4.06 % eran de otras razas y el 0.24 % pertenecían a dos o más razas. Del total de la población el 99.24 % eran hispanos o latinos de cualquier raza.

## Historia
El territorio que ocupa El Cenizo perteneció desde el siglo XVI a la Corona española como parte del Virreinato de Nueva España. Posteriormente formó parte del México independiente hasta la guerra que enfrentó a México y Estados Unidos, momento en que Texas fue incorporada a los Estados Unidos de América.
La historia de El Cenizo es bastante reciente, nació como colonia agrícola a principios del siglo XX, desde entonces por su situación junto a la frontera con México y por su carácter agrícola su población ha aumentado considerablemente.

## Alcaldes
- Rafael Rodríguez (1999-2004)
- Raul L. Reyes (2004-2018)[9]
- Elsa Degollado (2018-actualidad)